# Александър Ненов
Вижте пояснителната страница за други личности с името Ненов.
Александър Ненов е български интернет предприемач, автор на редица бизнес и фантастични книги.

## Биография

### Образование
Александър Ненов е роден на 26 май 1982 г. в София. Завършва 55-о СОУ „Петко Каравелов“ с профил биология и химия. Между 2001 г. и 2003 г. учи биотехнологии в Софийския университет „Св. Климент Охридски“. През 2013 г. завършва специалността Медицинска кибернетика в Нов български университет.
Александър Ненов е автор на бизнес книгите „На 1 клик разстояние“, „Как да печелим от интернет?“ и „Интернет безопасност“, гост-лектор на различни семинари и обучения, сред които TEDx Varna, StartUp Blagoevgrad 2013, Маркетинг с нулев бюджет, Интернет с нулев бюджет, TravelMind. Става известен още в зората на интернет, когато заедно с брат си, Асен Ненов, през 1999 година създават сайта Мошеник.bg. Проектът е включен в книгата на Жюстин Томс „Първите в българския Интернет“.
През 2001 г. заедно с Цветомир Георгиев създава сайта TeenProblem.net, който в продължение на 13 години остава лидер сред тийнейджърските медии в страната. През 2007 г. реализира най-голямата публична сделка в българския интернет дотогава, като продава сайта на медийната група на Инвестор.БГ АД .

### Обществена дейност
През 1999 г. Александър Ненов създава сайта Мошеник.bg заедно с брат си Асен Ненов. Сайтът има за цел да защитава правата на потребителите във времената на преход. Макар и само на 17 години, той участва активно в учредяването на e-Consumers Club  – Клуб на интернет потребителите към Българска национална асоциация на потребителите (понастоящем Активни потребители ). Благодарение на активните действия на Мошеник.bg и БНАП в България функционира регистър към КЗП срещу непоисканите търговски съобщения.
През 2003 г. Александър Ненов учредява Националното сдружение Алтер-Натива – неправителствена организация с приоритети в развитието на младежките таланти, образование, непрофесионални приложни изкуства, култура и промоция на здравето чрез спорт. Сдружението издава сборник стихове с име „Алтерика“ промотираща млади поетични таланти, сред които и Георги Савчев. Най-известна е кампанията на сдружението за освобождението на българските медици в Либия и събиране на помощи за тях посредством уникалния телефон 3733 (FREE). Впоследствие кампанията прераства в инициативата „Не сте сами“.
През 2010 г. Александър Ненов организира кампанията „Якото четене“ за популяризиране на четенето сред младите. Кампанията, в която взимат участие Microsoft, Samsung, десетки издателства и стотици автори и техните произведения, е първата по рода си насочена към младежката аудитория. Впоследствие подобни кампании са подети и от БНТ.

### Лекции и презентации
- Синдром на десерта – TEDx Варна 2016
- Дигитален и вирусен маркетинг, който продава или как да обърнем трафика в пари – Конференция „Digital Biblio Technologies“ 2015 [6]
- Бъдеще ли е миналото? – Конференция „Digital Biblio Technologies“ 2014
- Векът на информацията – TravelMind 2014
- Време е за истински интернет бизнес – StartUp Blagoevgrad 2013
- Интернет бизнес без грешки – TravelMind 2013
- Информационна система за обработка и анализ на скринингови данни за доброкачествена простатна хиперплазия – 2013
- Рекламна кампания за 0 лв. Или що е то вирусен маркетинг? – @ Интернет маркетинг с нулев бюджет 2012
- Растежът заради самия растеж или кому е нужен вирусен маркетинг? – „Интернет маркетинг с нулев бюджет“ 2012

## Награди
- Носител на наградата „Рицар на книгата“ за цялостен принос в популяризиране на четенето чрез кампанията „Якото четене“.[7][8]
- Многократно печели награди от конкурса BG SITE, като през 2005 г. печели две първи награди за сайта „TeenProblem.net“.